# Al Stewart

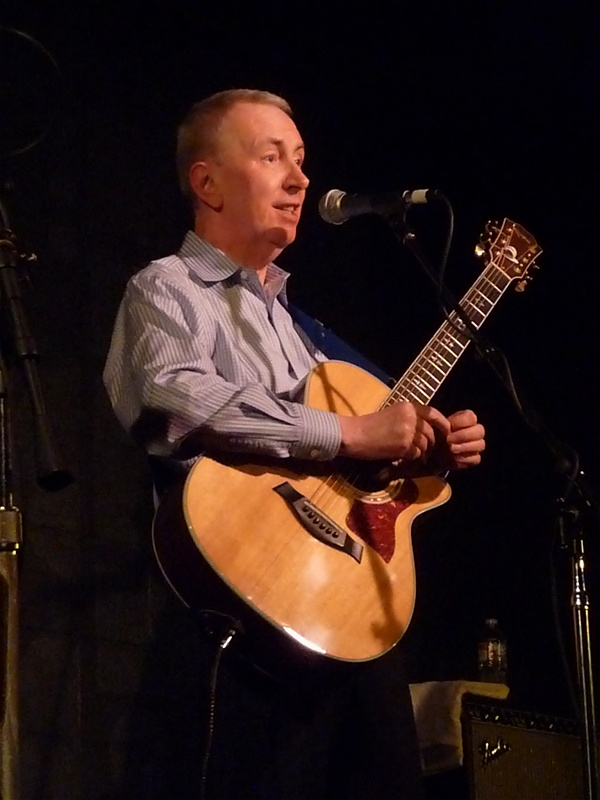
Al Stewart (2010)

Al Stewart (* 5. September 1945 in Glasgow) ist ein britischer Singer-Songwriter. Sein bekanntestes Lied ist das 1976 veröffentlichte Year of the Cat.

## Werdegang
Al Stewarts Vater starb bei einem Flugzeugabsturz vor der Geburt seines Sohns. Al zog mit seiner Mutter in das südenglische Bournemouth, wo er bis 1962 die Schule besuchte. Während dieser Zeit lernte er Gitarre bei Robert Fripp, was ihm Auftritte als Mitglied einiger Bands seiner Heimatstadt ermöglichte.
Dann zog Stewart nach London, weil die Musikszene dort lebendiger war. Dort trat er regelmäßig in Clubs auf, mit Bob-Dylan-Coverversionen, eigenen Titeln und als Ansager für Interpreten wie Paul Simon, dessen Zimmernachbar er einige Monate lang war. 1966 erhielt er seinen ersten Plattenvertrag bei Decca Records.

## Künstlerisches Schaffen
Seine erste Single, The Elf, verkaufte sich weniger als 500 Mal. Er wechselte zu Columbia Records, wo er 1967 sein Debütalbum veröffentlichte. Auf Bedsitter Images lieferte Stewart Studien eines zumeist bürgerlichen Milieus und persönlich gefärbte Erzählungen. Die Nachfolge-LP Love Chronicles, eine Liebeserklärung an seine damalige Freundin, wurde von der Zeitschrift Melody Maker zum Folkalbum des Jahres gewählt. Stewarts drittes Album, Zero She Flies, wurde, wie beide Vorgänger, von Roy Guest produziert. Der akustischen Musik verschrieben blieb Stewart – trotz Produzentenwechsel – auf Orange, seinem vierten Album. Der kommerzielle Erfolg fiel bescheiden aus.
1973 erschien Stewarts erstes Konzeptalbum: Past, Present & Future. Das Geschichtsinteresse des Künstlers trat in den Vordergrund. Inspiriert durch die Prophezeiungen des Nostradamus, über den das Album einen gleichnamigen Titel enthält, widmete er jedem bis dato vergangenen Jahrzehnt des 20. Jahrhunderts einen Titel. Auch wenn das Konzept nicht in dieser Form umgesetzt wurde, bemühte sich Stewart um eine kritische Betrachtung neuerer amerikanischer und europäischer Geschichte. Nach der ersten Nordamerika-Tournee 1974 visierte er in den folgenden Jahren zunehmend den US-amerikanischen Markt an.
Erstmals in der US-Hitparade vertreten war er 1975 mit dem Album Modern Times, produziert von Alan Parsons. Dieser zeichnete ebenfalls verantwortlich für die zwei kommerziell erfolgreichsten Alben, die Stewart veröffentlichte: Year of the Cat (1976) und Time Passages (1978). Das Album Year of the Cat war in Deutschland, Großbritannien und den Vereinigten Staaten sehr erfolgreich. Unter denselben Titeln gelangten Singles sowohl in Großbritannien als auch in den USA in die Top 40. In niedrigeren Regionen der Charts vertreten waren Songs wie On the Border, Song on the Radio und zuletzt Midnight Rocks von seinem 1980 erschienenen Album 24 carrots. Trotz deutlicher Ausrichtung auf kommerziellen Erfolg fanden sich auch auf seinen bestverkauften Alben einzelne Lieder mit historischer Thematik.
Danach blieben weitere Erfolge aus. Weder das mit Liveaufnahmen ergänzte Studioalbum Indian Summer (1981) noch dessen Nachfolger Russians & Americans (1984) konnten an vergangene Erfolge anknüpfen. Vertragliche Schwierigkeiten hinderten Stewart vier Jahre daran, neues Material zu veröffentlichen. 1988 erschien das Album Last Days of the Century, 1993 Famous Last Words (1993). Beide Alben wurden produziert von Peter White, mit dem Stewart auf dem Live-Album Rhymes in Rooms gespielt hatte.
Sein Konzeptalbum Between the wars (1995) über die Zeit zwischen dem Ersten und dem Zweiten Weltkrieg entstand in Kooperation mit dem Ex-Gitarristen der Wings, Laurence Juber. Stewart beschäftigte sich unter anderem mit Josef Stalin (Joe the Georgian), dem Fliegerpionier Charles Lindbergh (Lindy Comes to Town) und der US-amerikanischen Schauspielerin Marion Davies (Marion the Châtelaine). Im Jahr 2000 setzte sich der Hobbykellermeister auf einem weiteren Konzeptalbum namens Down in the Cellar mit dem Thema Wein auseinander. Da sein US-amerikanisches Label Miramar Records vor der Veröffentlichung Konkurs anmelden musste, erschien die CD nur in Europa bei EMI. Sowohl in den USA als auch in Europa wurde das Album kein kommerzieller Erfolg.
Ein thematisch freieres Werk lieferte er 2005 mit A Beach Full of Shells ab. Er konzentrierte sich dabei ein weiteres Mal auf seine „Kernkompetenzen“: liebevoll erzählte Geschichten in Form verdaulich instrumentierter Mid- bis Uptempo-Songs, die von der Kritik als gelungene Qualitätssicherung gewertet wurden. Personen, die ihn zu einem Titel inspirierten, waren der deutsche Pilot Max Immelmann (The Immelman turn), der britische Schriftsteller Edward Lear (Mr. Lear) und die erste Frau Heinrichs VIII., Katharina von Aragón (Katherine of Oregon). Weitere Lieder beschäftigten sich mit Leonardos Mona Lisa (Mona lisa talking) sowie Violet Bonham Carter, der Tochter des britischen Premierministers (Somewhere in England 1915). Wie auf den meisten vorangegangenen Alben hatte Al Stewart alle Titel selbst komponiert und getextet. Er steht regelmäßig zusammen mit Dave Nachmanoff auf der Bühne, was 2009 auf Uncorked - Al Stewart live with Dave Nachmanoff dokumentiert wurde.
Aus Anlass seines 80. Geburtstages im September 2025 plant Stewart im Oktober 2025 seine Abschiedstournee The Farewell Tour durch das Vereinigte Königreich.

## Diskografie

### Studioalben
| Jahr | Titel                    | Höchstplatzierung, Gesamtwochen, AuszeichnungChartplatzierungen (Jahr, Titel, Platzierungen, Wochen, Auszeichnungen, Anmerkungen) | Höchstplatzierung, Gesamtwochen, AuszeichnungChartplatzierungen (Jahr, Titel, Platzierungen, Wochen, Auszeichnungen, Anmerkungen) | Höchstplatzierung, Gesamtwochen, AuszeichnungChartplatzierungen (Jahr, Titel, Platzierungen, Wochen, Auszeichnungen, Anmerkungen) | Anmerkungen                          |
| Jahr | Titel                    | DE | UK | US | Anmerkungen                          |
| ---- | ------------------------ | --- | --- | --- | ------------------------------------ |
| 1970 | Zero She Flies           | — | UK40 (4 Wo.)UK | — | Erstveröffentlichung: April 1970     |
| 1973 | Past, Present and Future | — | — | US133 (14 Wo.)US | Erstveröffentlichung: Oktober 1973   |
| 1975 | Modern Times             | — | — | US30 (23 Wo.)US | Erstveröffentlichung: Januar 1975    |
| 1976 | Year of the Cat          | DE42 Gold · (6 Wo.)DE | UK38 Gold · (7 Wo.)UK | US5 Platin · (48 Wo.)US | Erstveröffentlichung: Juli 1976      |
| 1978 | Time Passages            | DE8 (42 Wo.)DE | UK39 Silber · (1 Wo.)UK | US10 Platin · (31 Wo.)US | Erstveröffentlichung: September 1978 |
| 1980 | 24 Carrots               | DE19 (13 Wo.)DE | UK55 (6 Wo.)UK | US37 (13 Wo.)US | Erstveröffentlichung: August 1980    |
| 1984 | Russians & Americans     | DE53 (5 Wo.)DE | UK83 (2 Wo.)UK | — | Erstveröffentlichung: Mai 1984       |

### Weitere Alben
| Jahr | Titel                      | Höchstplatzierung, Gesamtwochen, AuszeichnungChartplatzierungen (Jahr, Titel, Platzierungen, Wochen, Auszeichnungen, Anmerkungen) | Höchstplatzierung, Gesamtwochen, AuszeichnungChartplatzierungen (Jahr, Titel, Platzierungen, Wochen, Auszeichnungen, Anmerkungen) | Höchstplatzierung, Gesamtwochen, AuszeichnungChartplatzierungen (Jahr, Titel, Platzierungen, Wochen, Auszeichnungen, Anmerkungen) | Anmerkungen                                  |
| Jahr | Titel                      | DE | UK | US | Anmerkungen                                  |
| ---- | -------------------------- | --- | --- | --- | -------------------------------------------- |
| 1981 | Live/Indian Summer         | — | — | US110 (11 Wo.)US | Erstveröffentlichung: Oktober 1981 Livealbum |
| 1991 | Chronicles ... The Best Of | DE33 (9 Wo.)DE | — | — | Erstveröffentlichung: Mai 1991 Kompilation   |

Weitere Veröffentlichungen:
- 1967: Bedsitter Images
- 1969: Love Chronicles
- 1972: Orange
- 1988: Last Days of the Century
- 1992: Rhymes in Rooms
- 1993: Famous Last Words
- 1993: To Whom It May Concern 1966–1970
- 1995: Between the Wars
- 1996: The Best of Al Stewart – Centenary Collection
- 2000: Down in the Cellar
- 2003: The Essential
- 2003: On the Border – Best (1969–2001, Zounds, alle Titel digital remastert, CD-Text)
- 2005: A Beach Full of Shells
- 2006: A Piece of Yesterday – The Anthology
- 2008: Sparks of ancient light
- 2009: Uncorked – Al Stewart live with Dave Nachmanoff
- 2014: Original Album Series

### Singles
| Jahr | Titel Album                     | Höchstplatzierung, Gesamtwochen, AuszeichnungChartplatzierungen (Jahr, Titel, Album, Platzierungen, Wochen, Auszeichnungen, Anmerkungen) | Höchstplatzierung, Gesamtwochen, AuszeichnungChartplatzierungen (Jahr, Titel, Album, Platzierungen, Wochen, Auszeichnungen, Anmerkungen) | Höchstplatzierung, Gesamtwochen, AuszeichnungChartplatzierungen (Jahr, Titel, Album, Platzierungen, Wochen, Auszeichnungen, Anmerkungen) | Anmerkungen                          |
| Jahr | Titel Album                     | DE | UK | US | Anmerkungen                          |
| ---- | ------------------------------- | --- | --- | --- | ------------------------------------ |
| 1976 | Year of the Cat                 | — | UK31 (6 Wo.)UK | US8 (17 Wo.)US | Erstveröffentlichung: Juli 1976      |
| 1977 | On the Border Year of the Cat   | — | — | US42 (9 Wo.)US | Erstveröffentlichung: April 1977     |
| 1978 | Time Passages                   | — | — | US7 (18 Wo.)US | Erstveröffentlichung: September 1978 |
| 1979 | Song on the Radio Time Passages | — | — | US29 (9 Wo.)US | Erstveröffentlichung: Januar 1979    |
| 1980 | Midnight Rocks 24 Carrots       | — | — | US24 (13 Wo.)US | Erstveröffentlichung: August 1980    |

## Auszeichnungen für Musikverkäufe
| Goldene Schallplatte - Kanada - 1976: für das Album Year of the Cat - 1979: für das Album Time Passages |

Anmerkung: Auszeichnungen in Ländern aus den Charttabellen bzw. Chartboxen sind in ebendiesen zu finden.
| Land/RegionAuszeichnungen für Musikverkäufe (Land/Region, Auszeichnungen, Verkäufe, Quellen) | Silber  | Gold     | Platin     | Verkäufe  | Quellen           |
| -------------------------------------------------------------------------------------------- | ------- | -------- | ---------- | --------- | ----------------- |
| Deutschland (BVMI)                                                                           | —       | Gold1    | —          | 250.000   | musikindustrie.de |
| Kanada (MC)                                                                                  | —       | 2× Gold2 | —          | 100.000   | musiccanada.com   |
| Vereinigte Staaten (RIAA)                                                                    | —       | —        | 2× Platin2 | 2.000.000 | riaa.com          |
| Vereinigtes Königreich (BPI)                                                                 | Silber1 | Gold1    | —          | 160.000   | bpi.co.uk         |
| Insgesamt                                                                                    | Silber1 | 4× Gold4 | 2× Platin2 |           |                   |